# Puente romano de Tôr
El Puente romano de Tôr (en portugués: Ponte Romana de Tôr)  fue construido en la calzada romana secundaria que unía Milreu, en Estoi (Faro) con Salir (Loulé). Está ahora localizado un poco al sur de la feligresía de Tôr (Loulé), en el río Quarteira. En esta calzada existía también el puente de Álamos, cerca de Loulé.

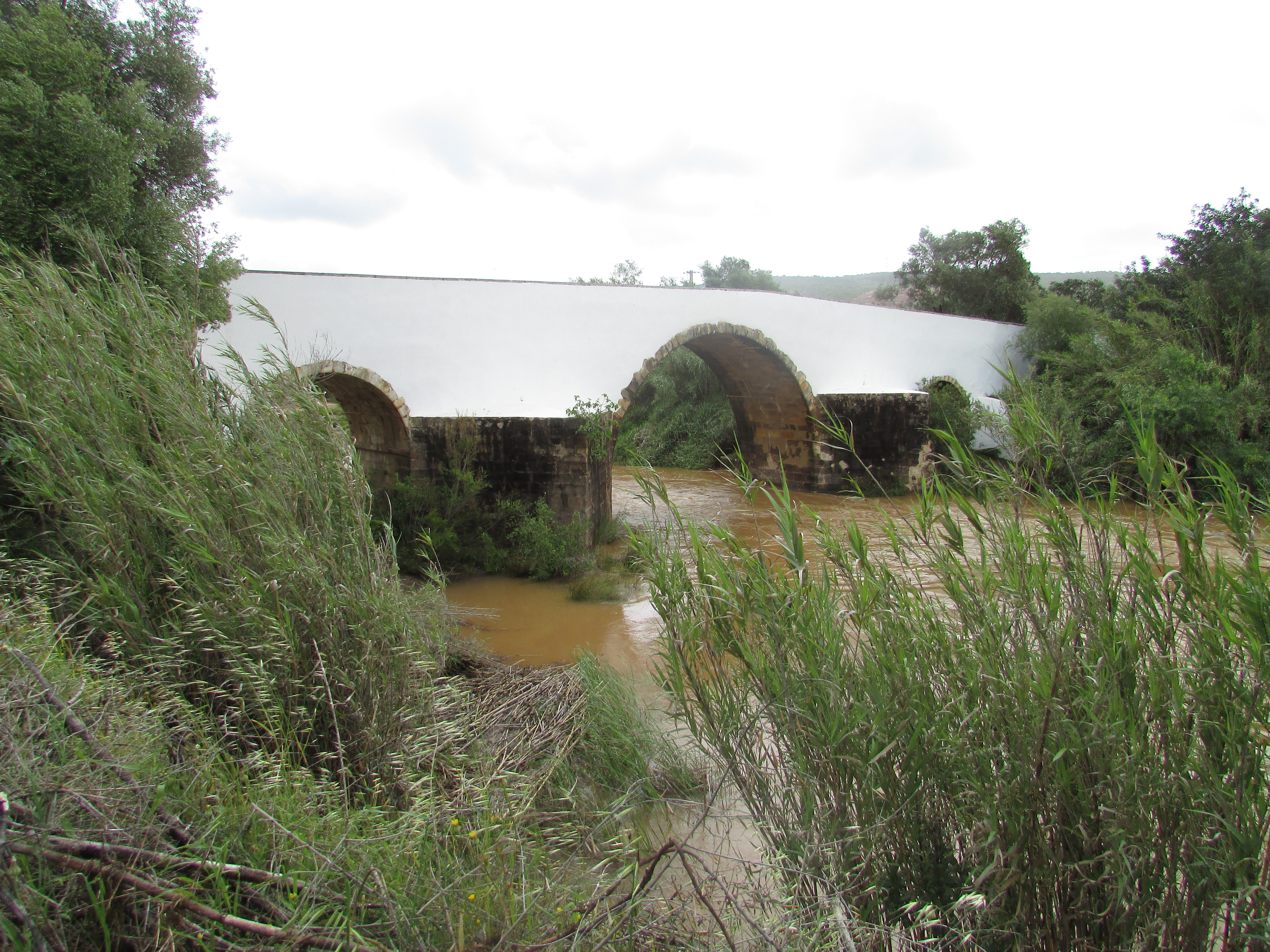
Puente romano de Tôr.

Erróneamente, este puente es a menudo etiquetado como musulmán o incluso del siglo XVI (por Don Sebastián), a pesar de que tiene dos arcos de medio punto, una construcción típicamente romana.
La explicación que se da hoy a la presencia de un escudo portugués se debe a las obras de restauración que sufrió en el siglo XV, aunque también es posible que datase de la Alta Edad Media.